# Chris Carrabba
Christhoper "Ender" Carrabba (10 de abril de 1975) es el cantante, guitarrista y compositor, líder del grupo de rock alternativo de Dashboard Confessional, anteriormente el vocalista original del grupo de rock Further Seems Forever. Nació en West Hartford, Connecticut, y luego se trasladó con su familia a Boca Ratón, Florida, cuando tenía 16 años de edad. Los padres de este se divorciaron cuando tenía apenas tres años, se trasladó de Connecticut a Florida con su mamá. 

## Biografía
Siendo adolescente, vivió haciendo skate y escuchando punk rock, pero el siempre ha tenido una gran pasión por la música. Cantó en el coro de su escuela secundaria, y cuando tenía 15 años, su tío le regaló una guitarra a la que dedicó gran parte de su tiempo. Sin embargo, no fue hasta su graduación cuando Chris se dedicó en serio a su música. Justo después de su graduación, Chris se unió a su primera banda, The Vacant Andys.
Chris fue a la universidad por un grado más en educación, pero mientras también tocaba con The Vacant Andys y después con The Agency. Durante varios años, Chris enseñó en una escuela primaria del sur de Florida y toco en el grupo Further Seems Forever. Dashboard Confessional nació cuando Chris grabó el "Drowning" con Fiddler Records. "Comencé (Dashboard) como un proyecto paralelo de la banda en que estaba," dice Carrabba, "yo estaba pasando por algo muy duro en el momento y dado que no escribo en un blog, esto es lo que hice con él. Fue una buena manera de sacarlo de mi sistema. Nunca pensé que alguien pudiera escuchar estas canciones, pero he tocado para algunos de mis amigos y uno de ellos propietario de una pequeña etiqueta me convenció de grabar."
Habiendo recibido su primera guitarra de su tío, Carrabba tomó solo un ligero interés en su talento musical, prefiriendo en su patineta. Aprendió a tocar a la edad de 15, y grabó su primer disco en solitario, The Swiss Army Romance, para el disfrute de la familia y amigos.

## Carrera
Carrabba comenzó su carrera con The Vacant Andys. En 1998, mientras tocaba para The Vacant Andys, se ocupó de la guitarra en el grupo New Found Glory. En 2001, se unió a la banda de Further Seems Forever para su álbum debut The Moon Is Down, antes de pasar a fundar Dashboard Confessional. En 2002, Dashboard Confessional ganó el premio MTV2 en MTV Music Awards por el video de "Screaming Infidelities." El video fue dirigido por Maureen y Matthew Barry Egan. Fue filmado en Los Ángeles, California, en un presupuesto muy reducido.

## Discografía

### Álbumes
- 2000 - The Swiss Army Romance
- 2001 - The Places You Have Come to Fear the Most
- 2002 - MTV Unplugged 2.0
- 2003 - A Mark, a Mission, a Brand, a Scar
- 2006 - Dusk and Summer
- 2007 - The Wire Tapes Vol. 1
- 2007 - The Shade of Poison Trees
- 2009 - Alter The Ending

### Canciones Individuales
- 2002 - Screaming Infidelities - The Places You Have Come to Fear the Most
- 2002 - Saints And Sailors - The Places You Have Come to Fear the Most
- 2003 - Hands Down - A Mark, a Mission, a Brand, a Scar
- 2004 - Rapid Hope Loss - A Mark, a Mission, a Brand, a Scar
- 2004 - Vindicated - Dusk and Summer y Spider-Man 2
- 2006 - Don't Wait - Dusk and Summer
- 2006 - Rooftops And Invitations - Dusk and Summer
- 2007 - Stolen - Dusk and Summer
- 2007 - Stolen feat Juli - Dusk and Summer
- 2007 - Tick as Thieves - The Shade of Poison Trees
- 2007 - These Bones - The Shade of Poison Trees
- 2009 - Even Now - Alter The Ending

### EP
- 2001 - The Drowning EP
- 2001 - So Impossible EP
- 2002 - Summer's Kiss
- 2006 - AOL Sessions EP